# Comèdia dramàtica

Comèdia i drama

Una comèdia dramàtica és una pel·lícula o una sèrie de televisió que alterna de manera equilibrada escenes humorístiques i escenes dramàtiques. Es tracta d'un gènere cinematogràfic a mig camí entre la comèdia i el drama.